# Was uns bleibt ist jetzt
Was uns bleibt ist jetzt  (engl. Originaltitel: Belzhar) ist ein Jugendroman der US-amerikanischen Autorin Meg Wolitzer. Die Originalausgabe erschien 2014.
Was uns bleibt ist jetzt handelt von der 16-jährigen Jam, die den Todesfall ihrer ersten großen Liebe in einem Internat für traumatisierte Schüler überwinden soll. Sie wird für einen speziellen Literaturkurs ausgewählt und erhält von der Lehrerin ein Tagebuch, welches unerklärliche Fähigkeiten besitzt.
Der Roman behandelt die Themen Erste Liebe, Verlust, Freundschaft und psychische Erkrankungen im Jugendalter.

## Inhalt
Die 16-jährige Jam wohnt mit ihren Eltern und ihrem Bruder in Crampton, New Jersey. Weil sie es nicht schafft, den Todesfall ihrer ersten großen Liebe Reeve zu verkraften, wird sie von ihren Eltern auf das Internat Wooden Barn in Vermont geschickt. Wooden Barn ist spezialisiert auf den Umgang mit „emotional fragilen, hochintelligenten Teenagern“.
Gemeinsam mit den vier anderen Mitschülern und Mitschülerinnen Sierra, Casey, Marc und Griffin wird Jam ausgewählt,  um an einem Kurs namens „Ausgewählte Themen der Literaturgeschichte“ teilzunehmen. Sie lesen in diesem Kurs das Buch The Bell Jar von Sylvia Plath und beschäftigen sich intensiv mit der Thematik und der Lebensgeschichte der Schriftstellerin. Außerdem bekommen sie von der Lehrerin Mrs. Quenell jeweils ein Tagebuch und den Auftrag, regelmäßig hinein zu schreiben.
Kurz darauf finden sie heraus, dass dieses Tagebuch eine magische Fähigkeit besitzt: Während des Schreibens gelangen die Jugendlichen für kurze Zeit an einen Ort, an dem ihr individuell erlebtes Trauma noch nicht stattgefunden hat.
Jam reißt nach Belzhar und trifft sich dort mit Reeve. Sie erlebt diese Reisen sehr intensiv und ist zunächst überglücklich, Reeve wieder zu haben. Doch in Belzhar steht die Zeit still und sie kann dort nur erleben, was sie im realen Leben mit Reeve auch erlebt hat. Enttäuscht stellt Jam fest, dass sich Reeve und ihre Beziehung zu ihm in Belzhar nicht weiterentwickeln können.
Gemeinsam nennen die diesen Ort Belzhar (abgeleitet von „The Bell Jar“) und tauschen sich in regelmäßigen Treffen über ihre Erfahrungen aus. Belzhar schweißt die Jugendlichen zusammen und sie werden gute Freunde.
Als Jam wegen eines Schneesturms über Thanksgiving nicht wie geplant zu ihrer Familie fahren kann, nimmt Griffin sie mit auf die Farm seiner Familie in der Nähe des Internats.
Jam erfährt hier von Griffins Trauma und die beiden kommen sich näher. Doch umgehend plagen Jam Schuldgefühle, da sie sich nicht auf Griffin einlassen kann, solange sie noch in Reeve verliebt ist.
Dann neigen sich die Seiten des Tagebuchs dem Ende zu und Jam und ihre Freunde sind gespannt, aber auch ängstlich, was passieren wird, wenn sie die letzte Seite des Tagebuchs beschrieben haben.
Casey und Marc sind die Ersten, die es wagen und sie berichten Jam, Sierra und Griffin, dass es keinen Weg zurück nach Belzhar gibt, sobald das Tagebuch vollgeschrieben ist. Casey beschreibt den letzten Besuch in Belzhar als verstörend, da man den Tag des traumatischen Erlebnisses noch einmal durchleben muss.
Sierra, deren kleiner Bruder verschwunden ist und wahrscheinlich entführt wurde, entschließt sich dazu, bei ihrem letzten Besuch die Geschichte zu verändern und bleibt dadurch in Belzhar. Sie erleidet einen Anfall, fällt ins Koma und kommt ins Krankenhaus. Und auch Griffin geht nach Belzhar und erlebt sein Trauma erneut.
Jam ist nun die letzte von den Freunden und überlegt, ob sie, wie Sierra, in Belzhar bleiben will oder zurückkehren wird. Unentschlossen geht sie ein letztes Mal nach Belzhar.
Jam befindet sich wieder in New Jersey auf den Spielfeldern bei der Schule. Es ist ihr letzter Tag mit Reeve. Sie erwischt Reeve dabei, wie er ein anderes Mädchen küsst. Jam durchlebt dadurch noch einmal alle Situationen, die sie mit Reeve zuvor erlebt hat und es wird klar, dass ihre Liebe zu Reeve größtenteils unerwidert blieb. Um sich selbst zu schützen, hat sie sich die Geschichte so zurechtgelegt, wie es für sie am wenigsten schmerzhaft war. Jam und Reeve waren nie wirklich zusammen und er ist auch nicht wirklich gestorben. Jam hat es sich nur eingeredet und so benannt, um mit der verletzenden Situation zurechtzukommen.
Jam schafft es, Belzhar loszulassen und Reeve zu verlassen. Als sie zurück ist, geht sie sofort zu Griffin und erzählt ihm die Wahrheit. Griffin reagiert sehr verständnisvoll.
Jam erfährt, dass Sierras Bruder gefunden wurde, und kontaktiert ihn. Sie bittet ihn, im Krankenhaus zu Sierra zu sprechen.
Die Schüler konfrontieren Mrs. Quenell mit den magischen Fähigkeiten der Tagebücher und sie erzählt ihnen, dass sie als junges Mädchen nach einem Nervenzusammenbruch in eine psychiatrische Klinik eingeliefert wurde und dort auf Sylvia Plath, eine andere Patientin, traf. Nachdem Sylvia Plath sich einige Jahre später umbrachte und ihre Tagebücher veröffentlicht wurden, kaufte Mrs. Quenell auf einem Trödelmarkt eine Kiste voller Tagebücher, die sie an ihre Schüler verteilen wollte. Seitdem wählt sie jedes Halbjahr eine Gruppe von fünf Schülern und Schülerinnen aus, die den schmerzvollen, aber genauso heilvollen Prozess, der mit dem Tagebuchschreiben einhergeht, durchlaufen.
Die Gruppe von Jam und ihren Freunden war die letzte Gruppe, bevor Mrs. Quenell in den Ruhestand geht.
Zur Erleichterung aller wacht Sierra aus dem Koma auf, nachdem ihr Bruder sie im Krankenhaus besucht hat.
Kurz vor den Winterferien macht Jams Mutter den Vorschlag, dass Jam für das zweite Halbjahr nach Crampton zu der Familie zurückkehren könnte, aber Jam entscheidet sich, wegen ihrer Freunde und insbesondere Griffin, vorerst in Wooden Barn zu bleiben.

## Ausgaben
- Belzhar : a novel. New York, New York : Dutton Books for Young Readers,  2014 ISBN 978-0-525-42305-8
  - Was uns bleibt ist jetzt. Übersetzung Petra Koob-Pawis, München : Cbt, 2015 ISBN 978-3-570-16294-1